# Batalla de Pułtusk (1703)
A la batalla de Pultusk el 21 d'abril (suec)/ 1 de maig (gregorià) de 1703 s'enfrontaren, en el marc de la Gran Guerra del Nord gran un exèrcit saxó-lituà fou derrotat per una secció de la cavalleria sueca sota les ordres de Carles XII de Suècia.

## Antecedents
Al març de 1703 Carles XII es dirigí amb el seu exèrcit en la direcció Varsòvia, que aconseguia ocupar a començaments d'abril. August II de Polònia es dirigí a Toruń i Malbork, per reorganitza les seves forces i formar un nou exèrcit saxó-lituà. El nou exèrcit reposava a Pułtusk quan Carles XII decidí atacar-lo partint de Varsòvia. A causa de les molts cursos d'aigua que s'havien de superar el monarca suec abandonà la infanteria i artilleria. Amb la cavalleria sobrepassava el Buh Occidental i arribà l'1 de maig de 1703 a Pułtusk, que ocupava una illa al Narew.

## Desenvolupament
El Mariscal de camp Adam Heinrich von Steinau que comandava l'exèrcit saxó no pressentia la força veritable dels suecs i esperava entaular només una petita escarumussa abans de l'arribada del gruix de les tropes sueques. Quan veié l'arribada de tota la cavalleria sueca suposà que la infanteria la seguia. El Mariscal von Steinau ordenà la retirada de les seves tropes a la ciutat, Carles XII envià un regiment de dragons per tallar-los la retirada. Els dragons suecs aconseguiren entrar simultàniament amb els saxons a la ciutat, Carles XII ordenà a la resta de la cavalleria a penetrar a la ciutat. Els lituans i els saxons fugien sense oposar gairebé resistència per un pont sobre el Narew. Les tropes en retirada destruïren aquest pont massa d'hora per evitar la persecució pels suecs, evitant la retirada de la resta de l'exèrcit. Molts saxons que es trobaven encara a la ciutat foren fets presoners o morts. Els suecs reconstruïren ràpidament el pont i pogueren reprendre la persecució dels saxons i lituans que fugien.

## Resultat
La batalla costà només 12 homes morts i 40 ferits als suecs, mentre els saxons i els lituans havien patit 200 morts, 800 ferits i 700 presoners.